# 1349
| [ Edytuj tabelę ]                          |                                                                      |
| Król Polski                                | - 1333 Kazimierz III Wielki 1370                                     |
| Król Albanii                               | - 1332 Robert 1364                                                   |
| Współksiążęta Andory                       | - 1348 Niccoló Capocci 1350 - 1343 Gaston III 1391                   |
| Król Anglii                                | - 1327 Edward III 1377                                               |
| Król Aragonii i Walencji, hrabia Barcelony | - 1336 Piotr IV Aragoński 1387                                       |
| Władca Azteków                             | - 1325 Tenoch 1376                                                   |
| Książę Bawarii                             | - 1347 Stefan II 1375                                                |
| Margrabia Brandenburgii                    | - 1320 Ludwik 1351                                                   |
| Książę Burgundii                           | - 1315 Eudes IV 1349 - 1349 Filip I z Rouvres 1361                   |
| Cesarz Bizancjum                           | - 1347 Jan VI Kantakuzen 1354                                        |
| Car Bułgarii                               | - 1331 Iwan Aleksander 1371                                          |
| Cesarz Chin                                | - 1333 Huizong 1368                                                  |
| Król Cypru                                 | - 1324 Hugo IV 1359                                                  |
| Król Czech                                 | - 1346 Karol IV Luksemburski 1378                                    |
| Król Danii                                 | - 1340 Waldemar Atterdag 1376                                        |
| Władca Egiptu                              | - 1347 An-Nasir Hasan 1351                                           |
| Cesarz Etiopii                             | - 1344 Nyuaje Krystos 1372                                           |
| Król Francji                               | - 1328 Filip VI 1350                                                 |
| Król Gruzji                                | - 1346 Dawid IX 1360                                                 |
| Hrabia Holandii                            | - 1345 Małgorzata Bawarska 1351 - 1346 Wilhelm V 1358                |
| Cesarz Japonii                             | - 1339 Go-Murakami 1368                                              |
| Kalif                                      | - 1341 Al-Hakim II 1352                                              |
| Król Kastylii i Leónu                      | - 1312 Alfons XI 1350                                                |
| Patriarcha Konstantynopola                 | - 1347 Izydor 1350                                                   |
| Władca Korei                               | - 1348 Ch’ungjŏng 1351                                               |
| Wielki książę litewski                     | - 1345 Olgierd 1377                                                  |
| Cesarz Majapahitu                          | - 1328 Tribhuwana Widżajatunggadewi 1350                             |
| Sułtan Maroka                              | - 1331 Abu al-Hassan Ali I 1350                                      |
| Książę Mediolanu                           | - 1339 Giovanni 1354                                                 |
| Senior Monako                              | - 1338 Karol I 1357                                                  |
| Wielki książę moskiewski                   | - 1340 Siemion Dumny 1353                                            |
| Król Nawarry                               | - 1342 Joanna II z Nawarry 1349 - 1349 Karol II Zły 1387             |
| Król Norwegii                              | - 1319 Magnus Eriksson 1355 - 1343 Haakon VI Magnusson 1380          |
| Hrabia Palatynatu                          | - 1327 Rudolf II Wittelsbach 1353                                    |
| Papież                                     | - 1342 Klemens VI 1352                                               |
| Król Portugalii                            | - 1325 Alfons IV 1357                                                |
| Cesarz Rzymski (niemiecki)                 | - 1346 Karol IV Luksemburski 1378 - 1349 Gunter ze Schwarzburga 1349 |
| Książę Saksonii                            | - 1298 Rudolf I 1356                                                 |
| Car Serbii                                 | - 1331 Stefan Urosz IV Duszan 1355                                   |
| Król Szkocji                               | - 1329 Dawid II Bruce 1371                                           |
| Król Szwecji                               | - 1319 Magnus Eriksson 1363                                          |
| Sułtan Turków                              | - 1324 Orchan 1360                                                   |
| Doża Wenecji                               | - 1342 Andrea Dandolo 1354                                           |
| Król Węgier                                | - 1342 Ludwik Andegaweński 1382                                      |
| Wielki mistrz zakonu krzyżackiego          | - 1345 Heinrich Dusemer von Arfberg 1351                             |

Rok 1349 / MCCCXLIX
stulecia: XIII wiek ~
XIV wiek ~
XV wiek

lata: 1339 «
1344 «
1345 «
1346 «
1347 «
1348 «
1349
» 1350
» 1351
» 1352
» 1353
» 1354
» 1359

## Wydarzenia w Polsce
- 28 maja – we Wrocławiu i Świdnicy doszło do pogromów Żydów posądzanych o wywołanie epidemii i głodu.

- Przyłączenie Rusi Halickiej do Ziem Polskich.

## Wydarzenia na świecie
- Epidemia dżumy w Europie Zachodniej (Czarna śmierć).
- 9 stycznia – w Bazylei (Szwajcaria) spalono żywcem w domach ok. 700 Żydów, jako rzekomych sprawców epidemii dżumy.
- 22 stycznia – około 400 Żydów oskarżanych o wywołanie epidemii czarnej śmierci zginęło w pogromie w niemieckim mieście Spira.
- 14 lutego – w Strasburgu dokonano masakry około 2 tys. Żydów. 900 z nich zostało spalonych żywcem.
- 19 lutego – król Francji Jan II ożenił się z Joanną z Owernii.
- 21 marca – w niemieckim Erfurcie dokonano masakry około 900 Żydów oskarżonych o wywołanie epidemii tzw. czarnej śmierci.
- 22 marca – w niemieckim mieście Fulda doszło do masakry Żydów oskarżanych o wywołanie epidemii „czarnej śmierci”.
- 21 maja – w Serbii został ogłoszony Kodeks cara Stefana Urosza IV Duszana.
- 24 sierpnia – pogrom Żydów w Kolonii oskarżanych o spowodowanie zarazy.
- 5 grudnia – około 500 Żydów oskarżanych o wywołanie epidemii czarnej śmierci zginęło w trwającym do 7 grudnia pogromie w Norymberdze.
- W wyniku trzęsienia ziemi zawaliła się zewnętrzna część południowej ściany Koloseum.

## Zmarli
- 14 czerwca – Gunter ze Schwarzburga, antykról niemiecki (ur. 1304)[1]
- 6 października – Joanna II, królowa Nawarry (ur. 1311)[2]
- 18 listopada – Fryderyk II Poważny, margrabia Miśni i landgraf Turyngii (ur. 1310)[3]
- 13 grudnia – Marcin Baryczka, polski duchowny (data ur. nieznana)[4]